# Els Dings
Els Dings (5 maart 1962) is een voormalige Nederlandse voetbalster. 
Dings speelde - samen met haar zus Ans - jarenlang voor SV Leveroy. Ze beëindigde haar voetbalcarrière daar in 1990 vanwege een knieblessure.
Dings debuteerde op 25 september 1982 in het Nederlands vrouwenvoetbalelftal in een wedstrijd tegen België in de voorronde voor het Europees voetbalkampioenschap voor vrouwen van 1984. Ze speelde in totaal 18 wedstrijden voor Oranje, waarvan ze er 17 in de basis stond. Haar laatste interland speelde ze op 23 mei 1987 tegen Noorwegen.